# Edmund Czaplicki
Edmund Czaplicki (* 30. Oktober 1904 in Warschau; † 1940 ebenda) war ein polnischer Eishockeytorwart und Ruderer.  

## Karriere
Edmund Czaplicki spielte als Torwart für AZS Warschau und gewann mit der Mannschaft zwischen 1926 und 1930 vier Mal in Folge den polnischen Meistertitel. Parallel zum im Winter gespielten Eishockey, war er in den Sommermonaten als Ruderer erfolgreich und nahm unter anderem an den Ruder-Europameisterschaften teil. Im Jahr 1927 wurde er Polnischer Meister im Rudern. Während der Deutschen Besatzung in Polen kam er unter ungeklärten Umständen im August 1940 in seiner Heimatstadt Warschau ums Leben.  

### International
Für die polnische Eishockeynationalmannschaft nahm Czaplicki als Ersatztorhüter an den Olympischen Winterspielen 1928 in St. Moritz teil, wurde aber nicht eingesetzt. Zuvor vertrat er sein Land bei den Europameisterschaften 1926 und 1927. Insgesamt bestritt er für Polen 15 Länderspiele von 1926 bis 1928.

## Erfolge und Auszeichnungen
- 1927 Polnischer Meister mit AZS Warschau
- 1928 Polnischer Meister mit AZS Warschau
- 1929 Polnischer Meister mit AZS Warschau
- 1930 Polnischer Meister mit AZS Warschau